# Мищенко, Иван Максимович
Иван Максимович Мищенко (28 августа 1925 — 6 апреля 2015) — полный кавалер ордена Славы, капитан 1-го ранга.

## Биография
Родился в городе Барвенково Харьковской области Украины в семье кузнеца. Окончил 8 классов средней школы, работал на заводе.
С началом Великой Отечественной войны прибился к отступающим частям РККА и добился, чтобы ему доверили оружие. Так он стал бойцом 183-й морской бригады. Участвовал в Сталинградской битве, был командиром отделения автоматчиков. Присутствовал при подписании Ф. Паулюсом капитуляции 6-й армии вермахта.
Летом 1943 года в составе 5-й гвардейской танковой армии Ротмистрова принял участие в Курской битве. 30 июля он в бою подбил гранатой немецкий «Тигр» и пленил двоих немецких танкистов. При этом он был ранен. За этот подвиг он был удостоен медали «За боевые заслуги».
Он участвовал в освобождении Белгорода, Харькова, Полтавы, Кременчуга, Кировограда, Умани, Молдавии. За бои по освобождению Минска в июле 1944 года он был награждён орденом Славы III степени. Орденом Славы II степени он был награждён за бои в Шяуляе, когда 400 бойцов держали оборону от немецких танков в здании костёла.
Орденом Славы I степени он был награждён за бои в Кёнигсберге. Орден был вручён в 2000 году лично президентом Украины Л. Д. Кучмой.
24 июня 1945 года он принял участие в Параде Победы, а также в приёме в Кремле, на котором присутствовал И. В. Сталин. В том же году Иван Мищенко был демобилизован.
В послевоенное время закончил партийные курсы и стал работать первым секретарём Ленинского райкома ВЛКСМ в Полтаве. В 1951 году был призван в Советскую Армию. Окончил Киевское военно-морское политическое училище, а потом и Военно-политическую академию имени Ленина, Служил в Соловках, Северодвинске, Калининграде, Полтаве. В 1977 году он уволился в запас в звании капитана 1-го ранга. Работал в органах власти, жил в Севастополе. Участвовал в работе ветеранских организаций.
Умер  6 апреля 2015 года в Севастополе. Похоронен на кладбище Кальфа.

Могила Мищенко на кладбище "Кальфа" в Севастополе.

## Награды
- Орден Богдана Хмельницкого (Украина);
- Орден Отечественной войны II степени;
- Два ордена Красной Звезды;
- Орден Славы I степени;
- Орден Славы II степени;
- Орден Славы III степени;
- Медаль «За боевые заслуги»;
- Медаль «За победу над Германией в Великой Отечественной войне 1941—1945 гг.»;
- Юбилейные медали.